# Grigori Adamov

Grigori Adamov

Grigori Borisovici Adamov (în rusă Григорий Борисович Адамов; n. 6/18 mai 1886, Herson, gubernia Herson, Imperiul Rus – d. 14 iulie 1945, Moscova, RSFS Rusă, URSS) a fost un scriitor sovietic.

## Opere
- 1935: Avariya (Avaria), povestire, în revista Знание — сила
- 1936: Oazis Solnța (Oaza Soarelui), povestire, în revista Знание — сила
- 1937: Pobediteli nedr (Победители недр) (Biruitorii străfundurilor), roman SF
- 1938-1939: Taina dvuh okeanov (Тайна двух океанов) (Taina celor două oceane), roman SF
- 1938: V stratosfere (În stratosferă), povestire
- 1941: V Arktike budușcego (В Арктике будущего) (În viitorul Arcticii)
- 1946: Izgnanie vladîki (Изгнание владыки) (Expulzarea Stăpânului), roman SF